# Acantholipes trimeni
Acantholipes trimeni is een vlinder van de familie van de spinneruilen (Erebidae), van de onderfamilie van de Erebinae. De wetenschappelijke naam van deze soort is voor het eerst voorgesteld door Cajetan Freiherr von Felder, Rudolf Felder en Alois Friedrich Rogenhofer in een publicatie uit 1875.

## Verspreiding
De soort komt voor in Kaapverdië, Senegal, Gambia, Ghana, Nigeria, Sao Tomé en Principe, Ethiopië, Somalië, Kenia, Tanzania, Zambia, Malawi, Mozambique, Namibië, Botswana, Zimbabwe, Zuid-Afrika, Eswatini en Madagaskar.

## Waardplanten
De rups leeft op Aspalathus linearis (Fabaceae).